# Newark, New Jersey
Newark je grad u saveznoj državi New Jersey u SAD-u. 2006. grad je imao 281,402 stanovnika što ga čini 64. gradom po veličini u SAD-u. Smješten je 8 kilometara od Manhattana iz države New York.
Nadimak "Ciglani Grad" dobio je zbog svoje stare jezgre koja je izgrađena u potpunosti od cigle.
Osnovan je u 17. stoljeću i bio je važan prolaz za mornare na rijekama.

#### Pobuna 1967
Čovjeka po imenu John Smith pretukla je policija jer se nepropisno parkirao. Na vijestima je izašla vijest da je Smith preminuo te se grupa ljudi skupila u znak protesta. Nakon toga izbili su neredi gdje je 26 ljudi smrtno, a 1500 teže stradalo. 1600 ljudi je uhićeno a načinjena je šteta od 10 milijuna dolara. Mnoge su ljude zatim mučili u pritvoru. Prema pobuni snimljen je i dokumentarni film "Revolution '67".

#### Kriminal
1996. godine, magazin "MONEY" stavio je Newark na prvo mjesto najopasnijih gradova u SAD-u. No 2007. godine prosjek ubojstava spustio se na 99 na godinu, dok je 1986. godine bilo čak 181 ubojstava na godinu.

#### Gradovi sestre
1. Aveiro, Portugal
2. Banjul, Gambija
3. Douala, Kamerun
4. Freeport, Bahami
5. Kumasi, Gana
6. Xuzhou, Kina
7. Porto Alegre, Brazil
8. Belo Horizonte, Brazil

#### Sport
| Klub               | Sport             | Liga                      | Stadion            |
| New Jersey Devils  | Hokej             | NHL: Istočna konferencija | Prudential Center  |
| Red Bull New York  | Nogomet           | MLS: Istočna konferencija | Red Bull Arena     |
| Newark Bears       | Bejzbol           | Liga atlantik             | Riverfront Stadium |
| New Jersey Ironmen | Dvoranski nogomet | XSL                       | Prudential Center  |

## Vanjske poveznice
- The City of Newark, New Jersey  Arhivirana inačica izvorne stranice od 30. svibnja 1997. (Wayback Machine)
- Unified Vailsburg Service Organization www.uvso.org
- A guide to downtown buildings in Newark  Arhivirana inačica izvorne stranice od 5. kolovoza 2011. (Wayback Machine) produced by The Star-Ledger
- 1911 Britannica article
- Go Newark  Arhivirana inačica izvorne stranice od 16. prosinca 2010. (Wayback Machine)